# Stephen Clarke (sportiv)
Stephen Clarke (n. 21 iulie 1973, Birmingham⁠(d), Anglia, Regatul Unit) este un înotător canadian, medaliat olimpic. A participat la 2 ediții ale Jocurilor Olimpice (1992, 1996) în care a câștigat două medalii de bronz.